# Bell Ville
Bell Ville ist eine Stadt im Südosten der Provinz Córdoba in Argentinien. Sie ist Hauptstadt des Departamento Unión und hat etwa 34.000 Einwohner.
Die Stadt liegt an der Ruta Nacional 9 und der Eisenbahnlinie, die Córdoba mit Rosario verbindet.

## Geographie und Klima
Die Stadt liegt am Río Ctalamochita oder Río Tercero, der an der Stelle für Boote mittlerer Größe schiffbar ist. Geographisch gehört das Gebiet zur Pampa Húmeda, dem feuchteren Teil der Pampaebene. Das Klima ist gemäßigt und feucht, mit 17 °C Durchschnittstemperatur und 800 mm Niederschlag im Jahr.

## Geschichte
Im Jahr 1650 wurde die Estancia Nuestra Señora de la Pura y Limpia Concepción auf dem Gebiet des heutigen Bell Ville errichtet, an einem Ort, der zuvor unbewohnt war, aber unter dem Namen Fraile Muerto bekannt war, da an der Stelle die Leiche eines vermutlich von einem Raubtier getöteten Priesters gefunden wurde. Nördlich der Estancia befand sich ein Furt über den Río Ctalamochita. 
Zu Beginn des 19. Jahrhunderts wurde das Gebiet von den Kämpfen zwischen Unitariern und Föderalisten bestimmt. Erst in der zweiten Hälfte der 1860er Jahre begann der Aufschwung im Gebiet mit dem Bau der Eisenbahnstrecke zwischen Rosario und Córdoba. Es siedelten sich Siedler an, unter denen der Schotte Ricardo Bell Pionier war. Nach ihm wurde 1872 schließlich der Ort durch den damaligen Präsidenten Domingo Faustino Sarmiento benannt, da diesem angeblich der Name Fraile Muerto nicht passte.
Ab diesem Zeitpunkt siedelten sich immer mehr europäische Einwanderer im Ort an. 1908 erhielt Bell Ville die Stadtrechte.

## Wirtschaft
Die Wirtschaft wird durch Landwirtschaft und Industrie geprägt. Rund um Bell Ville werden Soja, Weizen, Mais und Sonnenblumen angebaut und Rinderzucht betrieben; die Produkte werden in der Stadt verarbeitet. Weiterhin ist die Produktion von Fußbällen bedeutend: In Bell Ville wurde 1931 der moderne Fußball mit Luftkammer und Ventil erfunden. Zuvor war die Luft in eine Schweinsblase eingelassen worden, die nach dem Aufpumpen zugeknotet wurde.

## Persönlichkeiten
- Mario Kempes (* 1954), argentinischer Fußballspieler
- Eduardo Masso (* 1964), belgischer Tennisspieler
- Carlos Bernegger (* 1969), Fußballtrainer
- Leandro Bottasso (* 1986), Radrennfahrer
- Clara Baiocchi (* 1999), Leichtathletin